# Hals (Dania)
Hals – miasto w Danii, w regionie Jutlandia Północna, w gminie Aalborg.